# Valea Lupului (okręg Vaslui)
Valea Lupului – wieś w Rumunii, w okręgu Vaslui, w gminie Gherghești. W 2011 roku liczyła 7 mieszkańców.